# Petra Stumpf

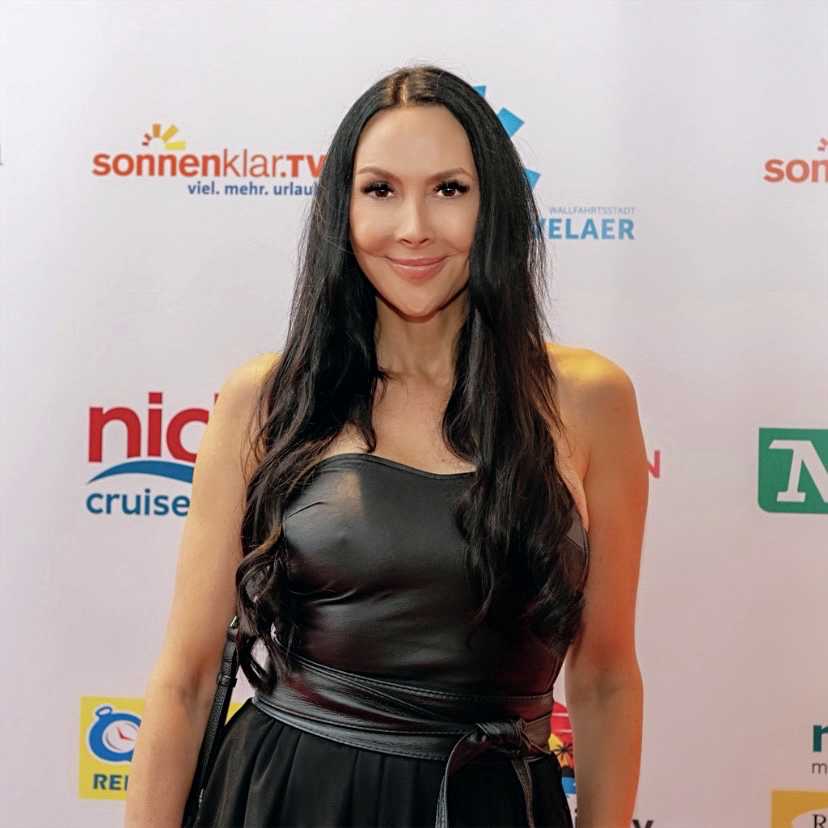
Petra Stumpf – Goldene Sonne 2021 in Kalkar (D)

Petra Stumpf (* 14. Dezember in Linz, Oberösterreich) ist eine österreichische Fernsehmoderatorin, Buchautorin und Podcasterin.

## Werdegang
Stumpf wuchs in Linz, Klagenfurt, Dornbirn und Innsbruck auf. Sie studierte Lehramt (Bildende Kunst, Englisch) und absolvierte das Diplom-Zusatzstudium „Professionelle Journalistische Medienarbeit“ (ORF-Landesstudio OÖ). Es folgten Moderations- und Sprech-Trainings, in Wien und in Linz.
2006 begann Stumpf beim österreichischen Privatsender LT1. Dort moderierte sie zuletzt das Wohnmagazin „OÖ Wohnen“ und den „LT1 Star-Talk“. Für Puls 4 und Puls 24 führte sie Star-Interviews (u. a. mit Sophia Loren, Vivienne Westwood, Gottfried Helnwein) für diverse Formate (u. a. „Silvias Woche“). Seit 2021 moderiert Stumpf für den österreichischen Privatsender TV1 das „Wochenmagazin“ und ihre eigene Talk-Sendung „Petra plaudert“. Neben ihrer Arbeit fürs Fernsehen ist Stumpf auch als Event-Moderatorin tätig, u. a. moderierte sie die Mercedes-Benz Roadshow Österreich.
2020 erschien ihr Crash-Guide „HOW to WOW! in Interviews” als Buch und E-Book. Parallel dazu startete Stumpf ihren Podcast “HOW to WOW! in Interviews”. Stumpf agiert auch als Auftritts- und Sprech-Coach. Mit dem Fußballspieler Christian Stumpf hat sie eine Tochter. Von 2000 bis 2006 organisierte sie mit ihm gemeinsam das Fußball-Nachwuchscamp „Soccer Camp Christian Stumpf“ im Linzer Stadion.
Seit 2022 ist Stumpf Botschafterin für „Promis für Tiere“ in Österreich, dem Tier- und Artenschutzprojekt von Tierfilmer, Reporter und Buchautor Christian Ehrlich – neben den Botschaftern für Deutschland Frank Elstner und Marie Wegener.

## Publikationen
- 2020: HOW to WOW! in Interviews ISBN 978-3-347-28750-1